# The Emperors
The Emperors (James Jackson, Donald Brantley, Bobby Fulton, Edgar Lee Moore, David Peterson, Billy Green) è stato un gruppo vocale americano di Harrisburg (capitale della Pennsylvania), che musicalmente, fin dalla nascita nel 1961, imperniò la stesura dei propri brani su influenze latin-soul. Il quintetto si mosse su stesure armonico-ritmiche tipicamente funky e soul con molte cori sulle parti vocali soliste. Il brano più famoso fu certamente Karate prodotto da Phil Gabler che aveva notato il gruppo già da qualche tempo prima in diversi concerti in varie località dello Stato. Karate fu il loro primo singolo (etichetta Mala Records/ Wilson music / BMI). La canzone fu gettonatissima (proprio nei juke box) fin dal dicembre 1966, prima a livello regionale e subito dopo a livello nazionale, con ottimi piazzamenti anche nelle classifiche mondiali. Il brano fu registrato negli studios della Mala (Pennsylvania) da musicisti di gran valore quali Tyrone Moss alla batteria, Ronnie Bowers al basso, e Milton Brown all'organo Hammond.
Il brano divenne una hit però, grazie alla "ripresa", in versione più moderna, alcuni anni dopo, di Carlos Santana con il titolo Everybody's Everything edito nel 3º album del grande chitarrista californiano nel 1971. Il brano, con la chitarra e le percussioni in primo piano, fu arricchito da un prezioso "solo organ" di Greg Rolie. Molti anni dopo (1992), la stessa versione di Santana, sarà riproposta da Zucchero Sugar Fornaciari nell'album " Miserere" con il titolo "L'Urlo" ed infine ancora riformulata, sempre dallo stesso Zucchero nel 2012, nell'album "Session Cubana" .
Il retro del 45 giri "karate" fu "I've Got to Have Her". A questi 2 brani seguirono altri 6 brani che ebbero un discreto successo per diversi anni. La registrazione di "karate" fu eseguita originalmente, senza chitarra, con solo organo, basso e batteria. Secondariamente, con tecnica di sovraincisione, fu aggiunto il riff di chitarra grazie ad un chitarrista con soprannome "Pepsi". Gli Emperors perderanno il loro amatissimo e bravissimo cantante solista, Edgar Lee Moore all'inizio del 2011, descritto dal batterista e coautore di diversi brani Tyrone Moss: " un amico fantastico e meraviglioso che ha avuto da sempre grande influenza su tutti noi Emperors....... ".Nel mese di maggio del 1967 sempre con la Amy-Mala records, The Emperors pubblicano un nuovo campione d'incassi, similare a "Karate", Il veloce e furioso " Lookin 'for My Baby " presentato al pubblico grazie ad una danza sfrenata di ballerini che impazzivano su un normale pavimento di casa. La loro follow-up singolo fu una cover di brano di Don Gardner "My Baby Ama Boogaloo". Il brano ebbe un grande successo negli USA, pur rimanendo praticamente sconosciuto al resto del mondo. Nell'estate del 1967, The Emperors pubblicano un nuovo disco di dance dal titolo "Karate Boogaloo", che tuttavia non riusciì a raggiungere i primi posti della classifica Billboard. Qualche mese dopo venne pubblicato "Searchin" che raggiunse un migliore piazzamento in classifica, una versione aggiornata, più alla moda, della versione " più stradale " di un brano dei Coasters del 1957. La casa discografica Any-Mala records decise di inserire il brano "Lookin '" come il lato B del nuovo singolo, ed in effetti questo brano fu probabilmente più gettonato di "Searchin" dalla gioventù americana dell'epoca. In ogni caso i singoli-accoppiati "Lookin ' / "Searchin'" resteranno popolarissimi nelle classifiche dalla primavera all'estate del 1967. Durante quel periodo, The Emperors, lasciano la Amy-Mala-Bell records, per firmare con la Brunswick record.
Nel luglio del 1967, The Emperors realizzano per la Brunswick record un 45 giri considerato come l'inizio dell'stadio finale della carriera dei Emperors. Il lato A, "Karate Boogaloo," introdotto con una nuova danza, tentò di incassare la popolarità di "Karate" e "My Baby Ama Boogaloo". Il brano fu presentato completo di folla esultante, festante (chiaramente di pura finzione) e ballerini. Nella realtà, "Karate Boogaloo", fu il tipo di brano dalla novità accattivante, ma anche il maldestro tentativo di portare gli incassi dei precedenti successi. Come lato B fu scelto un brano entusiasmante ed esclusivamente strumentale, "Mumble Shing-a-Ling".In seguito Bobby Fulton lasciò la nuova etichetta ed il gruppo per iniziare la carriera di solista fondando la propria Soulville Records. Da quel momento il gruppo cercò di cambiare rotta, ribattezzandosi " SOUL EMPERORS 69" nel tentativo di dare una nuova forma musicale e di ispirazione e registrando il singolo "Bring Out Yourself" per l'etichetta Futura Records. Nonostante vari tentativi successivi di altre registrazioni, in realtà The Emperors non riuscirono mai più a bissare il successo di " Karate " e a produrre nuove incisioni importanti o hit per il pubblico ed i loro fans. Questo portò il gruppo inevitabilmente ad eclissarsi e a sciogliersi nel 1970. Nel 2002 è uscita una compilation di ristampa CD/LP con i loro migliori successi. Diversi componenti degli " Emperors" hanno tuttavia continuato, negli anni a seguire, a tenere concerti in tutto il mondo rappresentando un sicuro punto di riferimento per la musica soul-latin-funky delle generazioni a seguire.

## Componenti
James Jackson, Edgar Lee Moore, Donald Brantley, Bobby Fulton, David Peterson, Billy Green ( "The Emperors" - formazione base originale 1961-1969)
James Jackson, Edgar Lee Moore, Donald Brantley, David Peterson, Billy Green ( " Soul Emperors 69 " - formazione 1968- 1970)

## Fonti
Notizie a cura di Francesco (Frank) Roccaro